# 饲料

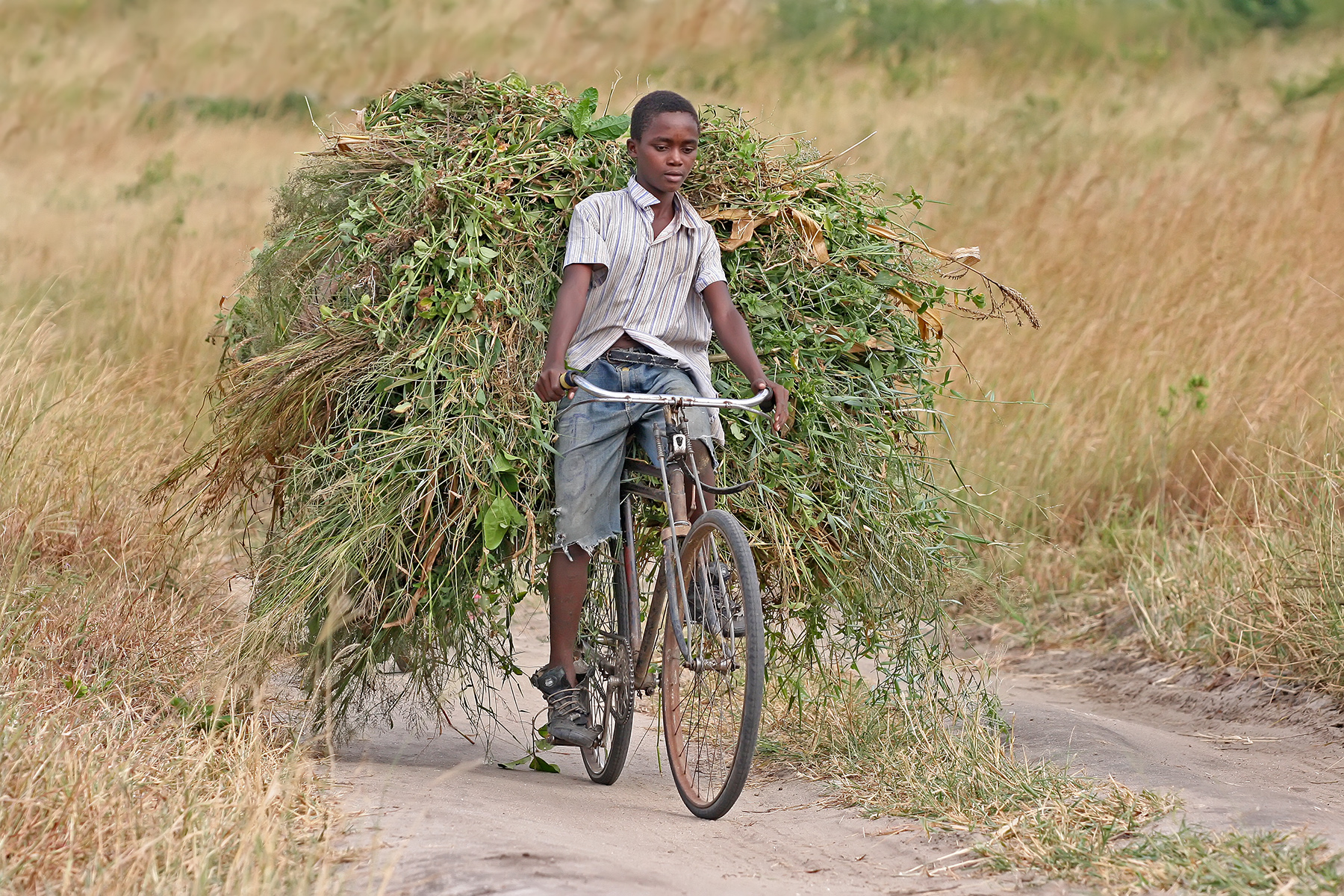
坦桑尼亚的一名男孩用自行车运送饲料

饲料（fodder）古称秣（provender），是餵养动物的食物之总称。狭义主要指农业或牧业饲养的动物之食物。

## 按成分分类
一般来说只有植物饲料才称为（經濟動物用）饲料，这些饲料中包括草、各种谷物、块茎、根等。这些饲料可以粗地分为：

### 含大量淀粉的饲料
这些饲料主要是用含大量淀粉的谷物、种子和根或块茎组成的。比如各种谷物、马铃薯、小麦等。这些饲料主要通过多糖来提供能量，而含很少蛋白质。它们适用于反刍动物、家禽和猪，但含太多淀粉的饲料不适用于马。

### 含油的饲料
这些饲料由含油的种子（油菜、黄豆、向日葵、花生）等组成。这些饲料的能源主要来自脂类，因此其能量密度比含淀粉的饲料高。这些饲料的蛋白质含量也比较低。由于这些油也有工业用途，因此这样的饲料的普及性不高。
工业榨油后剩下的渣依然含有相当高的油的含量。这样的渣也可以作为饲料，尤其对反刍动物非常好，也被广泛使用。

### 绿饲料
这些饲料中整个植物被喂用，比如草、玉米、谷物等。这些饲料含大量碳水化合物，其中的营养非常杂。比如草主要含碳水化合物，蛋白质15到25%，而玉米则含较多的淀粉（约20-40%），而蛋白质含量则少于10%。绿饲料可以新鲜地喂用，也可以晒干后保存喂用。它们比较适用于反刍动物、马和水禽。一般不用来喂猪。
发酵后保存的绿饲料称为青贮饲料。

### 其它饲料
除以上所述的饲料外还有许多其它种类的饲料，这些饲料可以直接来自大自然（比如鱼粉）或者是工业复制品、副產品，比如米糠、酒糟、剩饭等。不同的牲畜使用不同的饲料，但尤其反刍动物适用这些饲料。

## 饲料添加剂问题
“奶粉事件”后，出现鸡蛋也含有三聚氰胺，因此人们关注饲料中添加三聚氰胺的问题。Waesk等在1897年提出反刍动物，如牛羊能将非蛋白氮转化为菌体蛋白，人们在随后的研究中证明了非蛋白氮，如尿素、磷酸脲、缩二脲等等可以作为反刍动物的饲料添加剂利用。但饲料中添加三聚氰胺导致2007年美国宠物食品污染事件及后来的鸡蛋也含有三聚氰胺事件。

## 饲料類型與樣式
大豆柏
- 種皮光滑、膚色不透明、末端捲曲
- 種仁（子菓）軟、針刺可戳破
- 黑色蒂頭

玉米粉
- 種皮透明似蟬翼、片狀、無捲曲

粗糠（稻殼）
- 稻子外殼、格子狀
- 斷面多直角

大麥糠
- 大麥外殼。
- 多長條。
- 一面（外面）有金屬黃光澤

麩皮
- 小麥種皮
- 一面（外）膚色、另一面（內）糖霜狀

全脂米糠
- 種子種皮、胚(細皮蓬鬆)
- 含少量粗糠及碎米粒
- 稍油、黏、不易保存

燕麥
- 長橢圓形、中間有溝、細毛、金黃色
- 小麥，有一端有毛、較圓、中間有溝、有稜線
- 大麥，紡錘形、有溝、較胖、兩端無毛、腹側凹(按起來蓬蓬的)

玉米
- 三角形金黃色、紅色蒂頭

羽角豆（魯冰豆）分兩種
- 粕色、有褐色花紋、圓形
- 粕色、扁圓形、中內凹。

蕎麥
- 金字塔形、紅褐(咖啡)色

黃豆（大豆）
- 黃色（膚色）、圓形有黑色蒂頭

雞母珠
- 圓形、黑色+紅色

棉籽
- 白色、似水滴狀、外有白色棉絮

高梁
- 圓形（尖端黑）、小顆
- 分："紅高粱"、"白高粱"

糙米
- 去種皮、胚後>>白米
- 含稻米、胚乳、胚、種皮及少量粗糠（稻殼）

## 飼料轉換率
飼料轉換率是指在一段時間內，動物所攝食之飼料重除以動物之體增重，即動物每公斤之體增重所需攝取之飼料重。
公式如下：
飼料轉換率 = 攝食飼料重／動物體增重